# Desa Cibingbin (administrativ by i Indonesien, lat -7,06, long 108,77)
Desa Cibingbin är en administrativ by i Indonesien.   Den ligger i provinsen Jawa Barat, i den västra delen av landet, 230 km öster om huvudstaden Jakarta.